# Heinrich Vaske
Franz Heinrich Vaske (* 25. Juli 1876 in Calveslage; † 26. September 1928 ebenda) war ein deutscher Politiker der Christlich-Nationalen Bauern- und Landvolkpartei (CNBL).

## Leben
Vaske war Landwirt und Vorsitzender des Oldenburgischen Bauernvereins im Gemeindebund Langförden. Zusammen mit Heinrich große Beilage und Anton Langemeyer (1880–1950) gehörte er 1927 zu den Wortführern einer Protestbewegung katholischer Landwirte aus Amt Cloppenburg, Vechta und Friesoythe gegen wirtschaftliche Missstände, die insbesondere durch Steuererhöhungen zur Finanzierung von erhöhten Beamtengehältern weiter angefacht wurde. Eine Auseinandersetzung zwischen Heinrich große Beilage und dem Zentrum-Spitzenkandidat Heinrich Brauns führte dazu, dass sich die Anhänger der Bewegung von der Zentrumspartei lossagten und zusammen mit der nordoldenburgischen Protestbewegung die Gründung einer eigenständigen Partei anstrebten. Hier lagen die Ursprünge der Landvolkpartei in Oldenburg.
1928 war Vaske kurzzeitig für einige Monate bis zu seinem Tod Landtagsabgeordneter im Oldenburgischen Landtag. Für ihn rückte der CNBL-Politiker Anton Langemeyer in den Oldenburgischen Landtag nach.